# Seathwaite (Duddon Valley)
Koordinaten: 54° 21′ N, 3° 11′ W

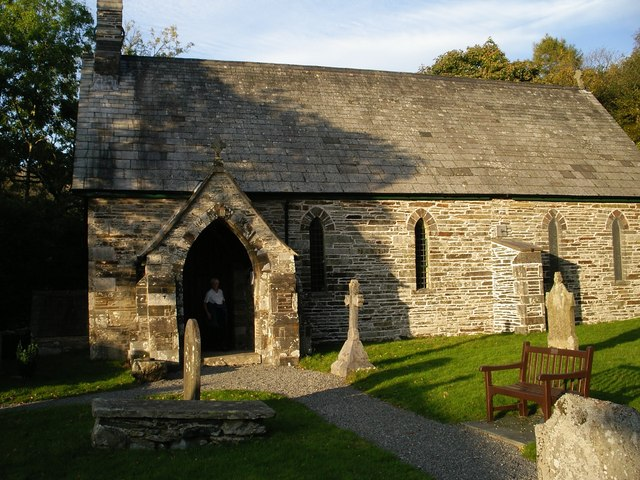
Holy Trinity Church, Seathwaite

Seathwaite ist ein Ort im Duddon Valley, Lake District, England. Der Ort liegt in der civil parish Dunnersdale with Seathwaite.
Der Tarn Beck, der seinen Ursprung im Seathwaite Tarn nordöstlich des Ortes hat, fließt an Seathwaite vorbei und mündet westlich der Siedlung in den River Duddon.
William Wordsworth soll öfter im örtlichen Gasthaus übernachtet haben. Er hat das Gedicht XVIII  seiner Duddon Sonnette dem Ort und dem Reverend Robert Walker gewidmet. Walker lebte 66 Jahre in Seathwaite und war als „Wonderful Walker“ bekannt. Die Holy Trinity Church in Seathwaite, in der sich ein Gedenkstein für Walker und seine Frau befindet, wurde 1874 völlig neugebaut, sie ist heute ein Grade-II-geschütztes Denkmal.